# Florin Preda-Dochinoiu
Florin Preda-Dochinoiu s-a născut la 15 decembrie 1970, în satul Damian, comuna Sadova, județul Dolj.
A colaborat sau s-a scris despre lucrările sale în “Ramuri”, “România Literară”, “Literatorul”, “Național”, “Jurnalul Național”, “Ora”, “Timpul”, “Gazeta de Sud, “Viața Capitalei”, Cuvîntul Libertății”, “Ora” (Craiovei), “Ediție Specială”, “Zig-zag Magazin”, “țara”, “Arca lui Noe”, “Actualitatea”, “Fluidul roditor”, “Ad Mutrium”, “Opinia”, “Oglinda Motrului”, “Ardealul literar și artistic”, “Gorjeanul”, “Serile la Brădiceni”, “Cuvântul Liber”, “Civica”, “Meridian”, "Gazeta de Mâine" și “Oglida Gorjului”.
Lucrările sale de grafică și pictură sunt prezente în muzee și colecții particulare din România, Franța, Italia, Austria, Iugoslavia, Liban, Brazilia, Cuba, SUA Republica Moldova și Slovenia.
1990 - debut plastic în “Cuvîntul Libertății” cu lucrarea “Condiția creatorului”;

## EXPOZIȚII
- 1994, aprilie - prima expoziție de grafică și pictură la Cercul Militar Craiova;
- 1994, decembrie - expoziție personală de grafică și pictură la Casa de Cultură a Ministerului de Interne;
- 1995, februarie - expoziție colectivă de pictură la Casa Americii Latine București;
- 1996, februarie - expoziție personală de pictură și grafică la G.S.I.A. Craiova;
- 1997, septembrie - expoziție personală de pictură și grafică la Universitatea din Craiova;
- 1998, florar - expoziție personală de grafică la Biblioteca Județeană “Christian Tell” din Târgu Jiu
- 1998, iulie - expoziție personală de pictură și grafică la Muzeul de artă din Tg.Jiu;
- 1999, iulie - expoziție personală de grafică la Casa de Cultură a Ministerului de Interne din București;
- 1999, octombrie - expoziție personală de grafică la Muzeul Olteniei din Craiova, Galeria Coloseum;
- 1999, octombrie - expoziție colectivă de pictură și grafică la Casa de Cultură din Motru;
- 2000, ianuarie - expoziție colectivă de grafică la CEC București, “Anul Eminescu”;
- 2000, iulie - expoziție colectivă de pictură și grafică la Muzeul Poliției Române din Târgoviște;
- 2000, iulie - expoziție colectivă de pictură și grafică la Casa de Cultură a Ministerului de Interne din București;
- 2000, octombrie - expoziție colectivă de pictură și grafică la Casa de Cultură din Motru;
- 2001, ianuarie - expoziție colectivă de grafică la Galeria “Agir” București - “Universul Eminescu”;
- 2001, iulie - expoziție colectivă de grafică la Palatul Parlamentului din București
- 2002, martie - expoziție personală de grafică și pictură la Palatul Administrativ din Târgu Jiu
- 2004, decembrie - expoziție personală de grafică și pictură, Liublijana-Slovenia
- 2004, decembrie - expoziție colectivă de pictură, Liublijana-Slovenia
- 2006, martie - expoziție personală de grafică în foaierul teatrului Dramatic Elvira Godeanu Târgu Jiu
- 2006, mai – expoziție colectivă de grafică în foaierul Casei de Cultură Motru
- 2006, octombrie- expoziție colectiv de pictură, Paris - Franța

## Ilustrații de carte
- 1996 - Constantin Preda, “Plânsul, floarea secretă a morții”;
- 1998 - Alex Gregora, “Îngerul și Chinoviarhul”;
- 1998 - Constantin Preda, “Simbria mea, sărutul”;
- 1998 - Alex Gregora, “Măru-Împărat”;
- 1999 - Constantin Preda, “Te-am iubit soldățește, cu dragostea unui întreg regiment”;
- 1999 - la Fundația Culturală “Pasărea Măiastră” și la Editura Fundației “Constantin Brâncuși” din Tg. Jiu se editează albumul de grafică FLORIN PREDA - DOCHINOIU;
- 2001 - Lazăr Cârjan, Nicolae Bițu, Marian Speriatu, “Ghid de conversație român-rrom (țigănesc) în grai căldărăresc”;
- 2001 - Lazăr Cârjan, Marian Speriatu, Ștefan Roșu, Ionel Cristea, “Ghid de conversație român-rrom (țigănesc), în grai spoitoresc”;
- 2001 - Marian Speriatu, “Șarja de la Prunariu”;
- 2002 - Alex Gregora, “Doktor de iarbă * Grația dunăreană a îngerului”
- 2002 – la Fundația ,,Scrisul Românesc” Craiova se editează albumul de grafică și pictură ,,DOCHINOIU”;
- 2003- Constantin Preda, ,,Melopee pentru Anița” ;
- 2006: Niculae Constantin ,,Surâsul din sacru"
- 2007: Constantin Preda, "Mama , cel mai frumos suras al lui Dumnezeu"

## Distincții
- 1995 - Premiul pentru contribuția la cunoașterea lui JOSE MARTI în România, acordat de Grupul Diplomatic Latino-American;
- 1998 - Premiul pentru ilustrație de carte argheziană, acordat de Centrul Județean al Creației Gorj;
- 2000 - Diploma de Onoare, acordată de Inspectoratul General al Poliției;
- 2000 - Diploma de Onoare, acordată de Casa de Cultură a municipiului Motru.
- 2003 – Diplomă de Excelență, acordată de cotidianul Oglinda Gorjului.
- 2006 – Diploma de Onoare, acordata de Asociatia Artistica a Prefecturii de Politie Paris
- 2007- Premiul pentru grafica si pictura, pentru anul 2006, acordat de Primaria municipiului Motru

## REFERINȚE ȘI COMENTARII
"Nu știu cum s-a întâmplat, dar cei mai mulți prieteni ai mei sunt olteni. S-ar putea spune că mi-am cunoscut Țara prin ei. S-ar putea spune că am cunoscut poezia română și am îndrăgit-o și mai mult prin regretatul Marin Sorescu și prin Adrian Păunescu, pictura prin Sabin Bălașa, muzica prin Tudor Gheorghe.
L-am cunoscut anul acesta, la Chișinău, pe Florin Preda Dochinoiu - fratele minunatului poet Constantin Preda. Am primit în dar de la el un album cu picturi. Linii sobre, mai mult ascuțite, aparent fragmentate și despărțite, dar unite în interior în adâncul lor într-o sugestivă lumină poetică, așa cum sunt și unele plaiuri românești vitregite de vicisitudinile istoriei. Niște picturi care s-ar potrivi de minune poeziei, pentru că, chiar ele sunt pline de semnificații poetice.
Iată că Oltenia continuă să trăiască prin poezie, cântec, teatru, pictură.
Iată că țara n-a murit!"
Grigore Vieru
[http://www.gds.ro/Local/2002-10-01/Grigore+Vieru+va+recomanda+un+nume+de+pictor%3A+Florin+Preda+Dochinoiu/ 
Fănuș, Neagu (2002). "DOCHINOIU". Fundația „Scrisul Românesc”. “Iată că oltenii din Sadova, după ce au dat un poet de o rară sensibilitate - l-am numit pe Constantin Preda - trimit în capitala Doljului și un pictor. Dumnezeu, cel care ține cumpăna lumii, a potrivit astfel lucrurile ca pictorul să fie fratele drept al poetului. Ochiul și inima se adună pe tărâmul artelor frumoase și ne dăruiesc prin Constantin și Florea Preda o lacrimă albastră pe care s-o sorbim în suflet, cu firul de mărgăritar pe care-l plantează luna în caișii ce se gătesc de Paști. Mă gândesc că toate ale Dumnezeirii ne sunt trimise ca să înțelegem că iubirea de țară și de pământul nașterii noastre este grâul care leagănă Timpul viitor”.
Fănuș Neagu
17 martie 1994
"DOCHINOIU". Fundația „Scrisul Românesc”. 2002“Trec peste dificultatea de a mă rosti într-un domeniu cumva străin mie și îndrăznesc, totuși, să mă văd - întru poezie - frate cu sufletul picturii lui Florin Preda.
Văd în febrilele sale căutări, în sobrietatea motivelor plastice semne de bun început. Florin aproape că este, îmi vine să scriu de nu știu la ce cumplită muncă s-a înhămat.
Cu gestul cu care el îmbracă arborii cu haine nemțești în tandru gest de ocrotire, încerc și eu să fac din cuvintele de față veșmânt protegu. line feed character în |dată= la poziția 171 (ajutor); Verificați datele pentru: |date= (ajutor)itor. Bine ai venit, Florine, la «ospățul» artei, repede dublat de însingurare și tristețe!”
Gheorghe Tomozei
17 martie 1994
“Un foarte talentat pictor din Oltenia.”
Adrian Păunescu
Antena 1 (Emisiunea “O șansă pentru fiecare”), 23 mai 1998
“Un chinuit de frumos, un posedat de har și talent, care, deși aparent trăiește într-un mediu nepropice creației, el o realizează.”
Tudor Gheorghe
Motru, 26 octombrie 2000
“În toate ipostazele și în toate speciile abordate - portrete, autoportrete, alegorii, acuarele, ilustrații - artistul plastic colaborează, în mod exemplar, cu poetul și ne încântă printr-o varietate de forme, linii, tonuri și culori. Dar ceea ce frapează - în compozițiile lui Florin Preda-Dochinoiu - este îndrăzneala imaginistică. Aceasta reprezintă punctul său forte. O imaginație dezlănțuită, debordantă își spune cuvântul peste tot. De fapt, este vorba mai mult decât de «imaginație». Termenul cel mai potrivit și mai exact, în cazul său, este acela de «fantezie», categorie estetică superioară «imaginației». «Fantezia» sau «fantazia» («mama imaginilor» - cum o numea Eminescu) este o «imaginație» sporită, potențată, ce rupe zăgazurile imaginarului și proiectează universuri fictive în afara ordinei reale.
Florin Preda-Dochinoiu nu se mulțumește cu datele realității; el ancorează, cu decizie și aplomb, în teritoriul fantasticului, acolo unde numai temerarii au acces, stabilește conexiuni paradoxale, ajungând până la încălcarea «nexului» cauzal, explorează tărâmurile, insondabile, ale subconștientului și ne propune o altă percepție cromatică decât cea obișnuită , prin schimbarea și intensificarea culorilor. Cele mai izbutite piese ale sale sunt alegoriile, încărcate de simboluri biblice sau de semnificații mitico-filozofice. |n aceste compoziții își dă măsura deplină a talentului și își manifestă personalitatea și originalitatea.
Florin Preda-Dochinoiu se înscrie în sfera artei fantastice și suprarealiste. Sursa acestui suprarealism nu trebuie căutată în cine știe ce înrâuriri livrești. Pictura noastră naivă, populară, este plină de imagini suprarealiste, rezultate de investigarea visului ca produs al subconștientului. Fiind altoit pe filonul fabulosului folcloric, mitico-magic, n-am ezita să numim acest suprarealism: oltenesc.”
Ovidiu Ghidirmic
Prefața Albumului de grafică Florin Preda-Dochinoiu,
florar, 1999
“O familie de țărani olteni din prea puțin cunoscutul Damian al Sadovei, de Dolj, a comis păcatul benefic de a scoate în lume doi copii însemnați. Zicem însemnați, fiindcă atât CONSTANTIN, cât și FLORIN, ambii frați, ambii patronimic PREDA, unul poet de har, celălalt pictor de vocație, au bulversat, pentru o clipă viața spirituală a Craiovei. Cum rareori se întâmplă, complexul OEDIP. A funcționat altfel în prea creștineasca familie țărănească de la Damian, decât după prea tenebroasele precepte freudiene. Pentru oamenii oarecum dumiriți în misterele vieții, părea că întâiul născut, CONSTANTIN, sorbise tot cea avea mai de preț din fântâna părintească de la Damian. Părea, întrucât al doilea născut, Florin, deși se încumetase s-o ia în răspăr pe același drum (spinos) al Poeziei, primind și el binecuvântarea marelui poet, ADRIAN PĂUNESCU, contrar și dintr-o dată, și-a întors carul creației pe alt tărâm, tot atât de tulburător, cel al picturii! Onestitatea profesională ne îndeamnă să reținem, din obsesia existențială a pictorului, «Tripticul crucilor de răstignire». Ele, crucile, nu divulgă teluricul damnării, ci bucuria Învierii. La Damian, în ieslea părintească, cel de-al doilea venit în lume, dintr-o obârșie de țărani, poartă pe frunte misterul luminii!”
Ion Dobrescu
Craiova, 20 aprilie 1994
“Afirmat în ultimul deceniu ca unul din cei mai originali artiști din generația tânără, FLORIN PREDA-DOCHINOIU (n. 15 decembrie 1970, în localitatea Damian-Sadova, Dolj) este un grafician și pictor postmodernist din categoria vizionarilor fantaști, care dezvoltă, în aglomerate caligrame surrealiste, un discurs grafic imaginar de profundă expresivitate.
Artistul «dă clasă» multor «consacrați» ai genului atât prin originalitatea compozițională a viziunilor sale, deloc conformiste și comode, cât mai ales prin acea acuitate a mesajului, adresat unei lumi în care sunt de găsit, laolată, sublimul și grotescul, feericul și demoniacul, întregul și partea fracturată, apolinicul și dionisiacul… întâlnim în aceste compoziții grafice o febricitară lume a imaginarului, amintind atât de «Capriciile» lui Goya, așa cum s-a observat de comentatori profesioniști, cât și de o manieră întâlnită la câțiva artiști autohtoni contemporani. Dincolo, însă, de aceasta, «caligramele» d-lui Dochinoiu au specificitatea lor compozițională, căci artistul întrevede, dincolo de grotesc și caricatural, o lume a determinărilor existențiale, surprinsă, frecvent, în fragmentaritatea ei dramatică.
Grafician de acută personanță imaginativă, Florin Preda-Dochinoiu dezvoltă în acoladele registrelor sale o fantastă viziune asupra lumii și vieții, dimpreună cu o senzație de disconfort existențial. E, de fapt, privilegiul marilor artiști, de a percepe «în infraroșu» interdeterminările și discontinuitatea lumii materiale, impetuozitatea și fragmentarismul ei, reificările și disoluția magnetismului existențial. E, în aceste desene, o lume plină de transfigurări metaforice și de substanță jertfelnică, cerându-și clipa de grație și mântuire, în imagini fie ale răstignirii, devoțiunii, jertfei, altruismului, răscumpărării, pocăinței, ispășirii, salvării, mântuinței, căutării, fie ale orgiasticului, demoniacului, dionisiacului, stărilor catabazice, opresivului, violenței, disoluției, rupturilor și fragmentărilor de tot felul.
Pretutindeni întâlnim expresive simboluri grafice ale unor metamorfoze dureros-ispășitoare, de unde și fiorul tragic al viziunilor «răstignite» și al unei înțelegeri superioare în materie de predestinare a lumii și propriului destin artistic.
Se degajă din toate aceste proiecții ale imaginarului atât o stare de disconfort existențial cât mai ales o concepție postmodernă de înțelegere a artei ca univers paralele de simboluri, metafore și sensuri existențiale, revelate într-o metafizică a transfigurărilor estetice. Compunând imagini complexe - combinând regnuri și fragmente dispărute - artistul vede dincolo de structuri reificate și fenomene, în lumea arhetipurilor și ideilor generale, de unde și sublimata tendință de esențializare a mesajelor criptice.
Convocat de spiritul autenticității reificante, fragmentarismul artei grafice tinde la o semnificație mai generală a ideii, degajând astfel o puternică impresie de modernitate și esențialitate în memorabilele transfigurări estetice.”

“Dacă tot și-a propus «pași pe cer», îi doresc, lui Florin, să meargă atât de… încet, încât să se audă până la Dumnezeul artei spre care aspiră.
Fie ca strigătul său frânt în culori să nu se stingă niciodată!”
Florea Miu
Craiova, aprilie 1994
“Florin Preda-Dochinoiu are deja o carieră de grafician de excepție, Domnia-sa se dovedește la fel de elocvent și atunci când face portret si atunci când pune în pagină diferite proiecții ale imaginarului său de creator adevărat.
Florin Preda Dochinoiu trebuie felicitat pentru această reușită care este în primul rând a lui personala, dar fiind o reușită a unui creator, a unui grafician de excepție, acea reușită se răsfrânge asupra întregului nostru spațiu cultural și devine o reușită a spațiului cultural gorjean.”
Nicolae Diaconu
Târgu Jiu, 7 iulie 1999
“… pictează ca Dali.”
Gabriela Hurezean
“Tineretul Liber”, 14 aprilie 1994
“Nu există nici o îndoială că desenul acestui talentat tânăr este un vers, o poezie, un cântec - nu vreau să spun între viață și moarte, întru eternitate sau numai bucurie și fericire - dar este vorba de un vers tradus în limbaj plastic. Ne găsim, cred, în fața unui viitor mare artist. Plastica și poezia sunt două forme de exprimare a culturii, care se completează, pentru că amândouă comunică, în exterior, sentimentele proprii, felul în care artistul își imaginează viața și lumea.”
Eulogio Rodriguez Millares
(Grupul Diplomatic Latino-American din România, 1994)
“Există în liniile picturilor lui Florin Preda și alte dimensiuni în afara de acelea ale fantasticului și suprarealismului. Mai există o dimensiune spiritualizată, tradițională și tandră a portretelor și spațiilor matrice care învăluie integral lucrările, și o altă dimensiune, mai complexă și cumva imprevizibilă ca evoluție, cea a «Capriciilor» lui Goya. De fapt, ceea ce trece drept suprarealism în aceste picturi stă numai fidelitatea capriciului față de destin, adică evoluția capriciului se află acum în stadiul suprarealist. Duioșia formelor cuprinse în capriciu e fantastă, precum la Sabin Bălașa, nu grotesc-realistă, caricaturală aproape, ca la Goya. Blândețea poate că îl va salva pe Florin Preda de la ieșirea, prin evoluția capriciilor sale, din dimensiunea spiritualizată, tradițională și tandră, care îi salvează încă naturalețea firii. Astfel, suprapunerea simbolurilor și descompunerea unui simbol într-o succesiune de simboluri fără elemente comune cu simbolul de la care s-a pornit, metamorfoza ca tehnică a procedeelor adică, îl va aduce pe pictor la mari performanțe artistice, dar și în pragul nebuniei.
Redarea cu tandrețe a prospețimilor lumii, suavitatea unor chipuri luminate sau iluminate compus dau încă savoare liniilor trupului în general, deosebindu-le de asperitățiledin liniile lucrurilor, în care pictorul include simbolurile și asta dă încă genuitate pictorului. Lupta, în viitor, se va da în Florin Preda între genuitate și capriciu, între genuin și capricios, între aripă și gheară. O vreme, prin luptă, ele vor evolua împreună, apoi una va dispărea. Acum, nu știu să spun care.”
Aurelian Titu Dumitrescu
“Civica”, noiembrie 2000
“În creațiile sale artistul sugerează cu mijloace plastice un spațiu natural care ne pare familial, dar pe care nu l-am putut localiza. Elementele naturale, obiectele, personajele cu care populează acest spațiu, fără ostentație, încărcate simbolic, puse în relații voit neobișnuite, reușesc să fascineze, creează o imagine poetică, care sugerează drama existențială prezentată într-un mod inedit, dar posibil din punctul de vedere al artistului.
Compoziția, desenul și paleta cromatică folosită de artist sugerează profunda implicare a acestuia în rescrierea unor mituri cunoscute, sentimentul de dragoste ocrotitoare cu care își prezintă personajele alături de care suferă.”
Nicolae Ionescu
Prefața catalogului expoziției Florin Preda Dochinoiu, decembrie 1994
“Florin Preda Dochinoiu este o certitudine a graficii oltene și nu doar a ei.
Nimic de găsit de reproșat, oricât de cârtitor ar fi privitorul specializat.”
Viorel Gârbaciu
Motru, 27 octombrie 2000
“(…) Grafica dă toate explicațiile. Ea te mută de-a dreptul în domeniul transcedentalului!”
Florin Stama
Craiova, 15 aprilie 1994
(Studioul de Radio “Oltenia” Craiova)
“Descopăr ceva ce nimeni nu poate să-și imagineze că, în zilele noastre, mai există: talent, puritate, sinceritate, iubire și, mai ales multă forță de caracter.
Ideea de artă imprimată atât de expresiv este absolut formidabilă. Cred că este necesar să remarc uluitorul efort liric de a dărui fiecărui tablou un nume, care el însuși este o paradigmă de parabolă existențială.”
Sebastian Domozină
Craiova, 20 aprilie 1994
“Un talent viguros, deja convingător, cu o fantezie bogată și o largă paletă de mijloace expresive. îi prevăd un drum singur în arta plastică, în măsură să-și împlinească aspirațiile creatoare.”
Mihai Duțescu
“Vremea”, 20 aprilie 1994
“Florin Preda-Dochinoiu - un artist din careul desăvârșirii întru pictură, grafică și desen. În cele ce face, Dumnezeu are chip, limbaj și acces la eternitatea omului.
Florin Preda-Dochinoiu este apropierea mea de îngeri, libertate și ființa întru sinea sa.”
Ion Popescu
Tg.Jiu, iulie l998
“Florin Preda este poetul culorilor.”
Dinu Săraru
București, 23 mai 1998
“Lucrările lui Florin Preda-Dochinoiu mi-aduc aminte de felinarele albastre ale tuturor gărilor prin care am trecut și în care am visat să mă aștepte câte o iubită despre care nu știam nimic și pe care abia așteptam să o cunosc și să-i despletesc cozile aurii.
Culorile sale sunt lumini care vin dintr-o lume uitată, plină de poezie.
Îi doresc tutun parfumat în pipa sculptată din lemn de cireș și să dea Dumnezeu să aibă revelația pe care o au veritabilii degustători de vinuri atunci când li se toarnă în căni licori din podgoriile străvechi, milenare, de la Poiana Mare, de pe Valea Dunării, din Dolj.”
Ion Floricel
Craiova, iulie 2002
“Artistul este unul din cei mai apreciați creatori plastici din România, datorită originalității lucrărilor sale.
Atinge, cu harul, noi deschideri interioare, zone aproape inaccesibile omului neinițiat.
Convingător prin talent și forța viziunilor sale poetice Florin Preda-Dochinoiu ne dăruiește cu tainică modestie un regat de vise și interogații existențiale, un fel de punte-curcubeu spre universuri fantaste.
Om de performanță - în sfera Artei - ca minereu sufletesc, Florin umblă cu nonșalanță în dimensiunea națională și europeană a creației înălțătoare.”
Doru V. Fometescu
Tg.Jiu, iunie 2002
“Harul - indiferent de anii ce-i poartă cel ce-i dă lumină faptei artistice, e un dar pe care, din când în când, zeii îl dau muritorilor.
Domnul Florin Preda-Dochinoiu este un ales iar lupta Domniei-Sale cu taina culorilor rodește adesea miraculos, înfățișându-l ca un artist remarcabil.
Aflu cu uimire că fratele Domniei-Sale este un minunat poet, răspânditor de metafore, ca un nobil grav, și - mai mult - întâlnesc lucrări surprinzătoare ale fiului său. Cum s-ar zice, o familie hăruită (dăruită) de zei, un miracol.
Miracolele se cer crezute și respectate. Ceea ce fac semnând cu admirație și uimire.”
Nicolae Dragoș
Motru, 26 octombrie 2000
“În fața picturii lui Florin Dochinoiu nu poți decât să exclami, cu acea bucurie pe care adevărata artă e capabilă să o stârnească în sufletul nostru. Cuvintele sunt greu de găsit când trăiești sentimentul intens că te afli în preajma unui artist autentic, care știe să găsească semnificația majoră a vieții.”
Romulus Turbatu
Craiova, aprilie 1994
“Florin Preda-Dochinoiu este un oltean get-beget, iar în ființa Domniei sale lupta se dă între cuvânt și culoare.
Pictorului, graficianului, poetului Florin Preda-Dochinoiu nu îi lipsesc nici spiritul de geometrie, nici acela de finețe, adică este un spirit neliniștit, profund și subtil.
La clipa de față pare să fi învins Pictorul asupra Poetului, deși nu reușesc să văd bine de prea multă lumină cu care Dumnezeu i-a încărcat aura talentului rar.”
Romulus Iulian Olariu
Motru, 7 iulie 1999
Dacă Camil Petrescu vedea idei și le transpunea în litertură, în grafică Florin vede ideile și le transpune în alegorii,simboluri biblice, mitico-filosofice și în metafore.
Este un demn urmaș al lui Florin Pucă și cu nimic mai prejos decât Marcel Chirnoagă sau Dragoș Murărescu.”